# آنومالی لاهیجان ۱
آنومالی لاهیجان ۱ یک اندیس فلزی است که در حوالی شهر لنگرود استان گیلان قرار دارد و مادهٔ معدنی موجود در آن، طلا است.  در این اندیس، پاراژنز‌های آپاتیت، پیریت، سروزیت، اسمیت زونیت، بیسموتینیتت، ارسنوپیریت، مارکاسیت و طلا یافت می‌شوند.